# GNU Classpath
GNU Classpath é uma tentativa de criar uma implementação em software livre das bibliotecas padrão Java. É parte do projeto GNU da Free Software Foundation. A versão mais recente (0.20 de 13 de janeiro de 2006) implementa a maior parte dos pacotes da API 1.4 padrão, incluindo Swing e CORBA. 
A GNU Classpath é usada em muitos projetos de software livre de JVMs (como Kaffe, SableVM, GCJ, entre outras) pois toda implementação completa da JVM deve providenciar um implementação das bibliotecas padrões. Também é usada em muitos projetos de pesquisa e no sistema operacional experimental JNode.
A GNU Classpath é licenciada sob a GPL com GPL linking exception